# Ludwig Bamberger (Unternehmer)

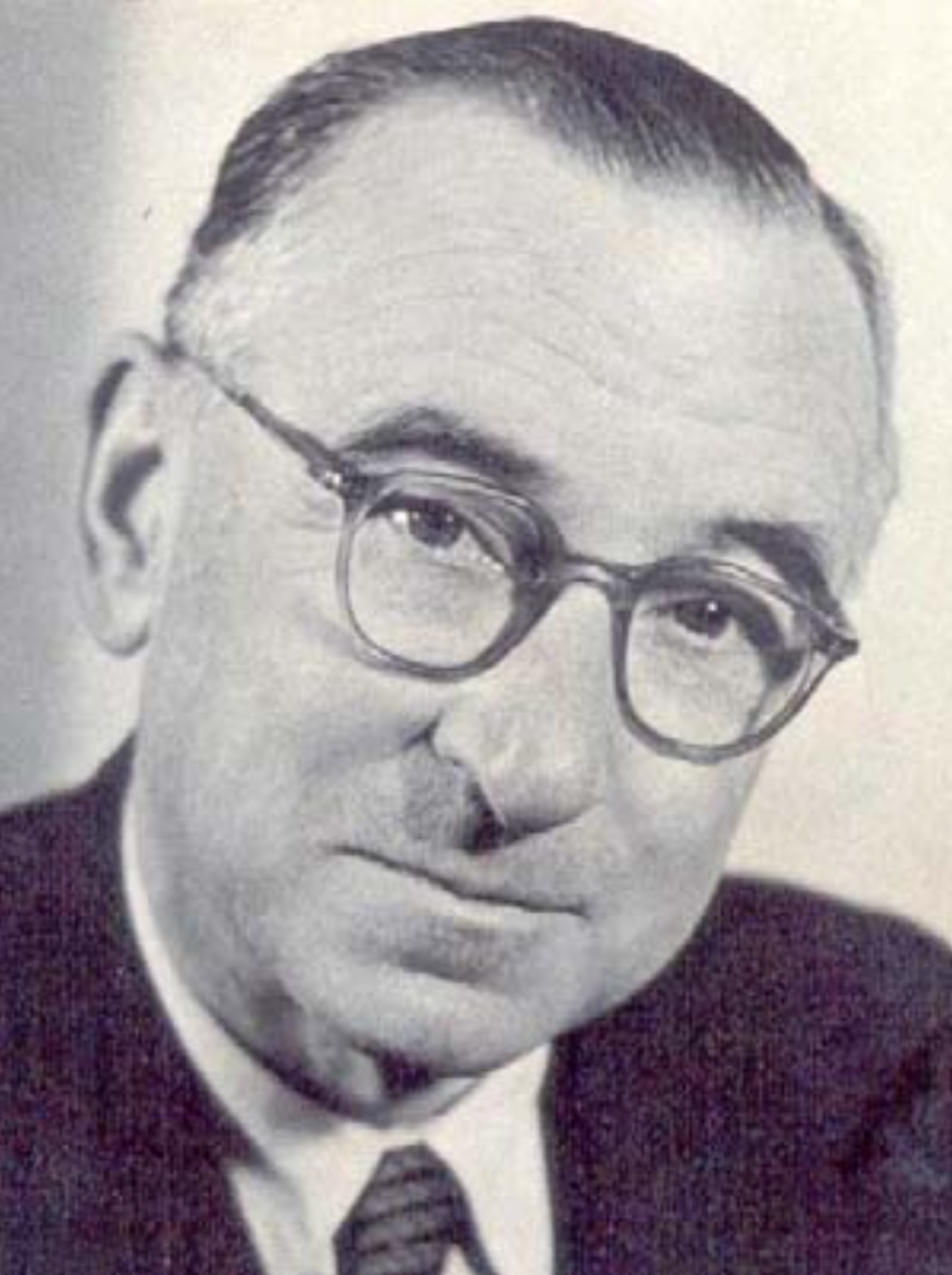
Ludwig Bamberger, um 1948

Ludwig Bamberger (geboren am 5. September 1893 in Lichtenfels, Oberfranken, Königreich Bayern; gestorben am 16. September 1964 in Charleston, South Carolina, Vereinigte Staaten) war ein deutsch-britischer Kaufmann, ein Firmengründer, Kunstsammler expressionistischer Werke und Sammler bibliophiler Werke.

## Familie

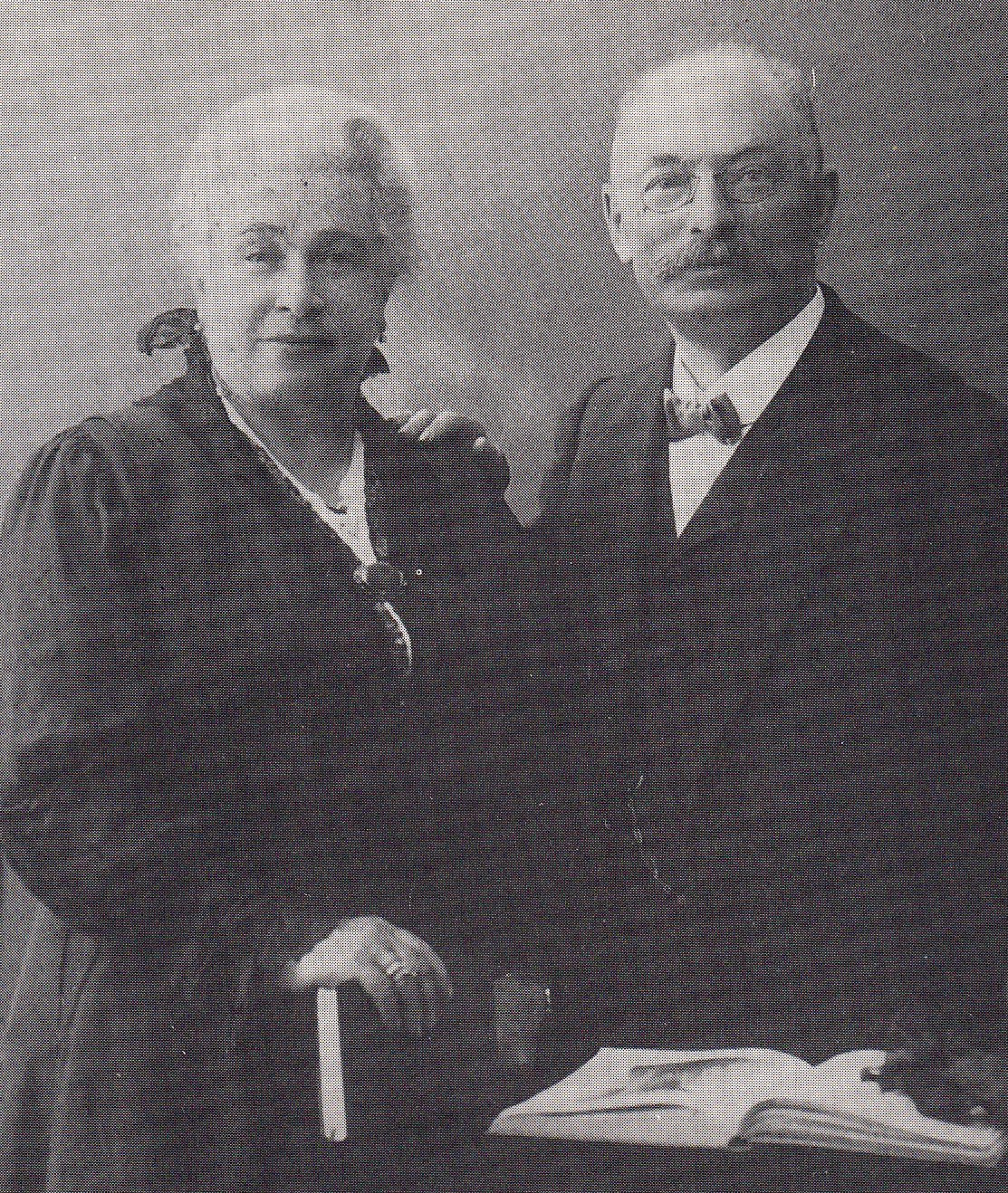
Ludwig Bambergers Eltern: Sarah „Serry“ Bamberger, geborene Ullmann (1862–1925), und ihr Ehemann Philipp Bamberger (1858–1919), um 1916

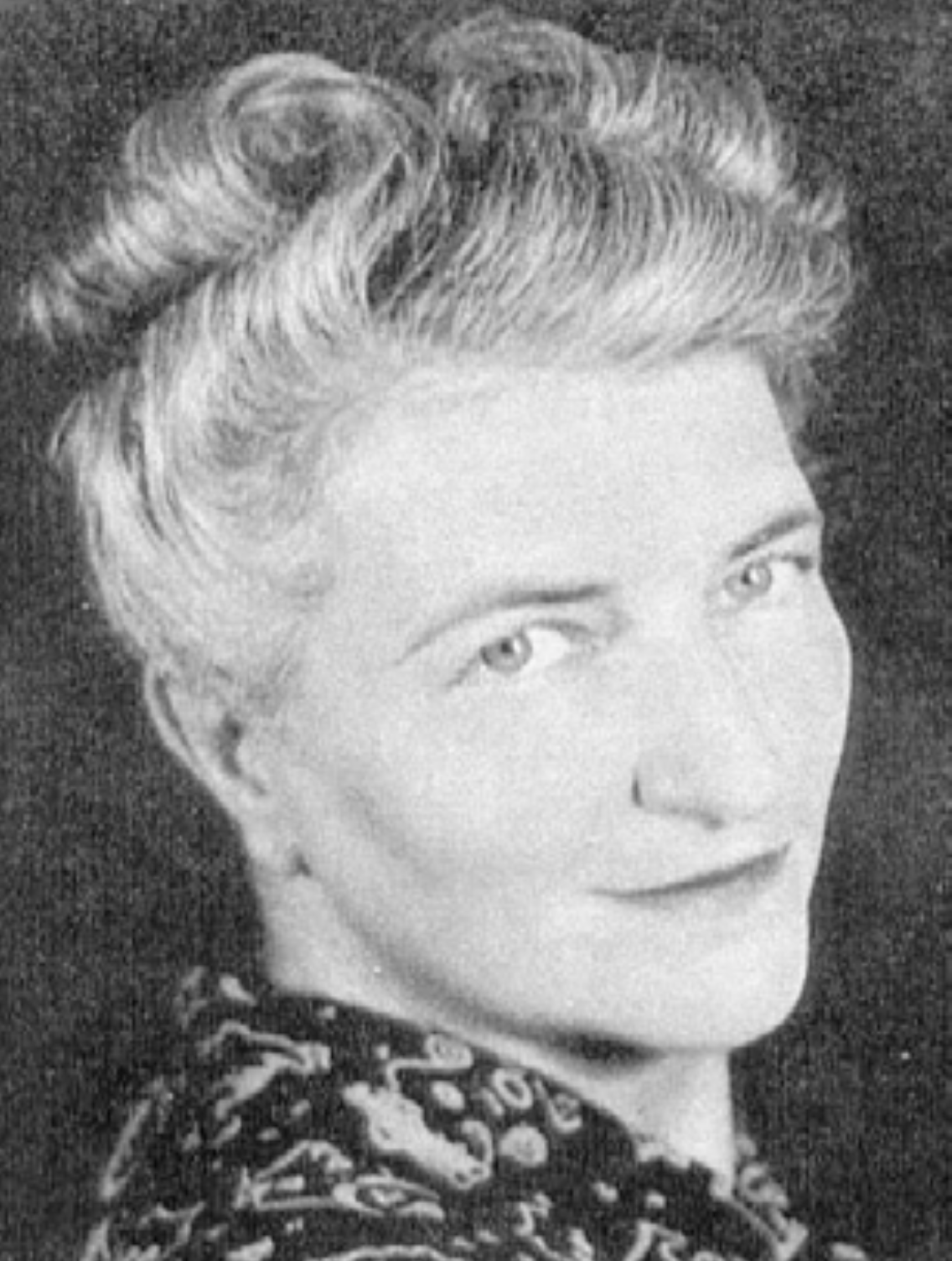
Thea Bamberger, geborene Spier, um 1948

Seine Familie stammte aus dem oberfränkischen Mitwitz, war jüdischer Abstammung, jedoch nicht religiös.
Ludwig Bamberger war der jüngste von vier Söhnen des Kaufmanns Philipp Bamberger (1858–1919) und dessen aus Feuchtwangen stammender Ehefrau Sarah „Serry“, geborene Ullmann (1862–1925). Er hatte drei ältere Brüder, Otto Bamberger (1885–1933), Anton Bamberger (1886–1950) und Hugo Bamberger (1887–1949).
Ludwig wuchs wie seine Brüder in der Bamberger Straße 45 in Lichtenfels auf, wo seine Eltern zusammen mit seinem Onkel Fritz (1862–1942) und dessen Ehefrau Emilie „Milli“ Ida, geborene Kaumheimer (1870–1942), ein Wohngebäude besaßen, das über einen größeren Garten verfügte und direkt an das Areal des Familienunternehmens D. Bamberger (DBL) angrenzte. Dadurch war er von Kindheit an mit dem Gewerbe vertraut.
Nachdem sein Vater Philipp 61-jährig an einem Schlaganfall verstorben war, nahm sich seine Mutter 62-jährig das Leben. Dies wurde weitgehend geheim gehalten, auch gegenüber deren Enkeln und sonstigen Verwandten. In der Folge übernahm sein ältester Bruder Otto zusammen mit deren Cousin Alfred David (1890–1956) den Familienbetrieb, in dem auch Ludwig nach dem Ersten Weltkrieg mehr und mehr Aufgaben übernahm.
Ludwig Bamberger heiratete im Jahr 1922 Thea Spier (geboren am 10. November 1898 in Frankfurt am Main; gestorben am 11. August 1990 in Charleston, South Carolina), eine Tochter des Frankfurter Schuhhändlers Simon Spier (1859–1929) und dessen Ehefrau Berta, geborene Kaufmann (1868–1946) – siehe auch: Kurzbiographie des Selmar Spier.
Aus der Ehe gingen zwei Töchter hervor, Anne Margarethe „Annegret“ Bamberger (geboren am 26. August 1923 in Lichtenfels; gestorben am 13. August 2019 in Charleston, South Carolina, USA, ab 1943 verheiratete Karesh) und Eva Bamberger (geboren am 23. Juni 1927 in Lichtenfels, gestorben am 22. August 2019 in Monroeville, Pennsylvania, USA, verheiratete Edelstein). Wie Otto Bambergers Kinder wurden auch Ludwigs Töchter als Testpersonen der Firma D. Bamberger (DBL) eingesetzt, um deren Holzspielzeug zu erproben. Annegret war aufgrund ihres zeichnerischen Talents bereits als Neunjährige an der Kataloggestaltung des Lichtenfelser Unternehmens beteiligt. Sie wurde 1936 wegen der NS-staatlich betriebenen antisemitischen Ausgrenzung und Diskriminierung in die Schweiz zu Paul Walter Busers internationalem Voralpinen Töchter-Institut nach Teufen, Kanton Appenzell Ausserrhoden, geschickt, Eva Bamberger 1938 auf ein Internat nach Italien.

## Schule und Ausbildung

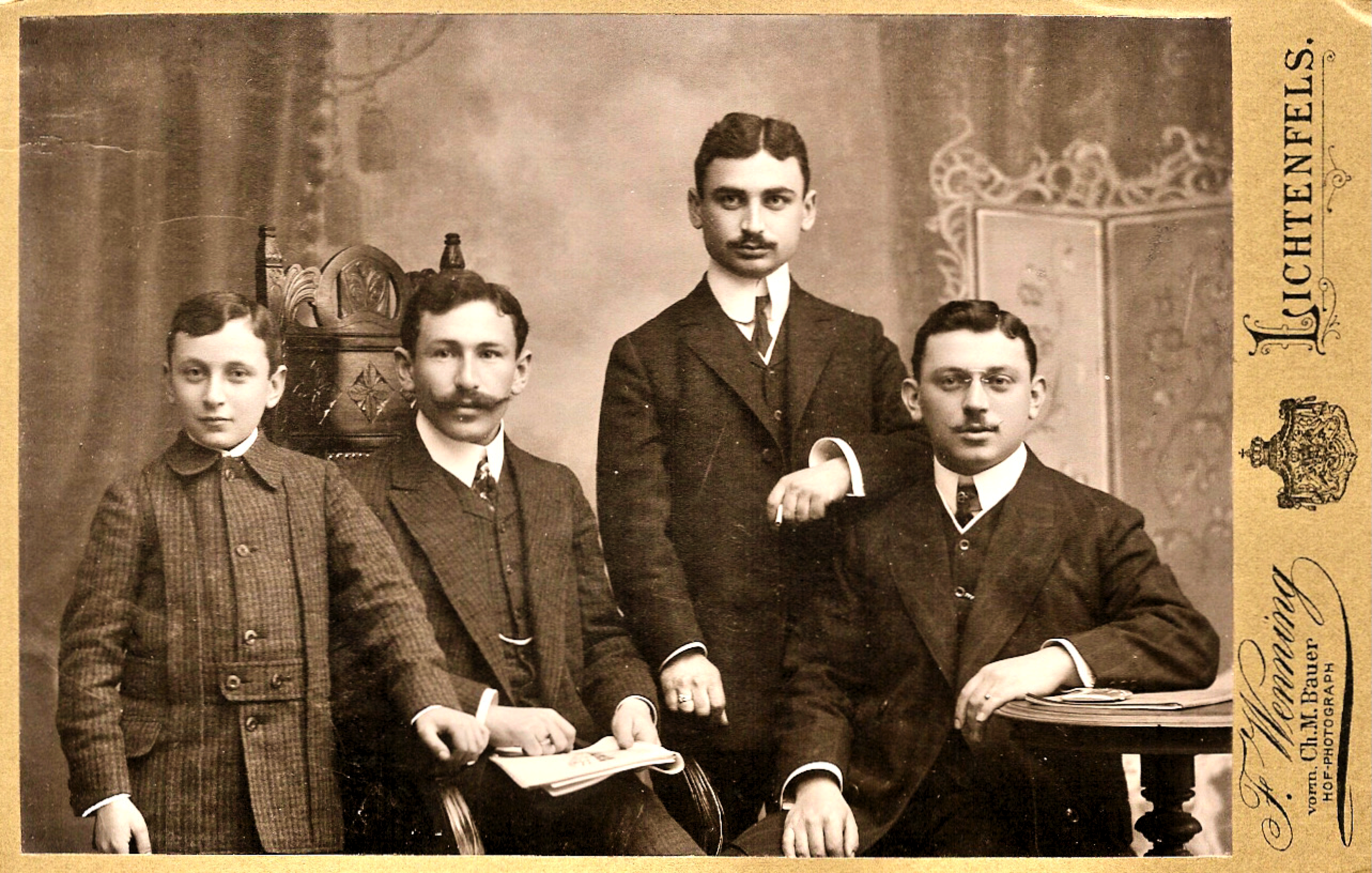
Die Brüder Ludwig, Otto (1885–1933), Hugo (1887–1949) und Anton (1886–1950) Bamberger, um 1910

Ludwig Bamberger besuchte in seiner Heimatstadt Lichtenfels die römisch-katholisch dominierte Bürgerschule und war danach in kaufmännischer Lehre in Nürnberg, bevor er von 1911 bis 1914 bei Unternehmen in London ausgebildet wurde, die in Geschäftsbeziehung zu dem Lichtenfelser Familienbetrieb D. Bamberger (DBL) standen. Dabei ging es natürlich auch um das Erlernen der englischen Sprache. Als der Erste Weltkrieg ausbrach, kehrte er nach Deutschland zurück und meldete sich wie seine älteren Brüder als Kriegsfreiwilliger. 1918 wurde er als Soldat der kaiserlichen Armee mit dem Eisernen Kreuz 2. Klasse ausgezeichnet.

## Wirken

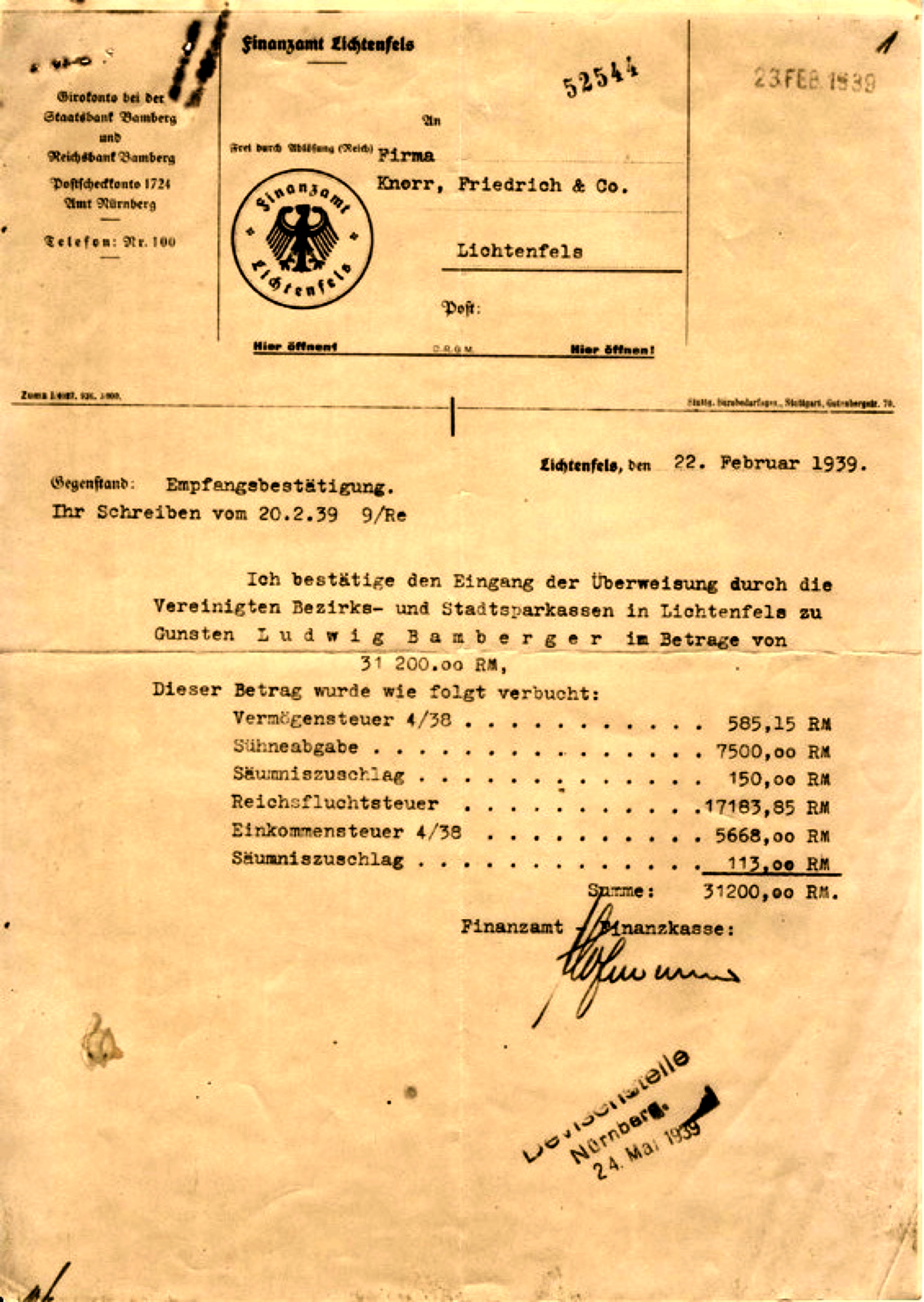
Vermögensteuer, Einkommensteuer, Sühneleistung, Reichsfluchtsteuer und Säumniszuschläge für Ludwig Bamberger, Februar 1939

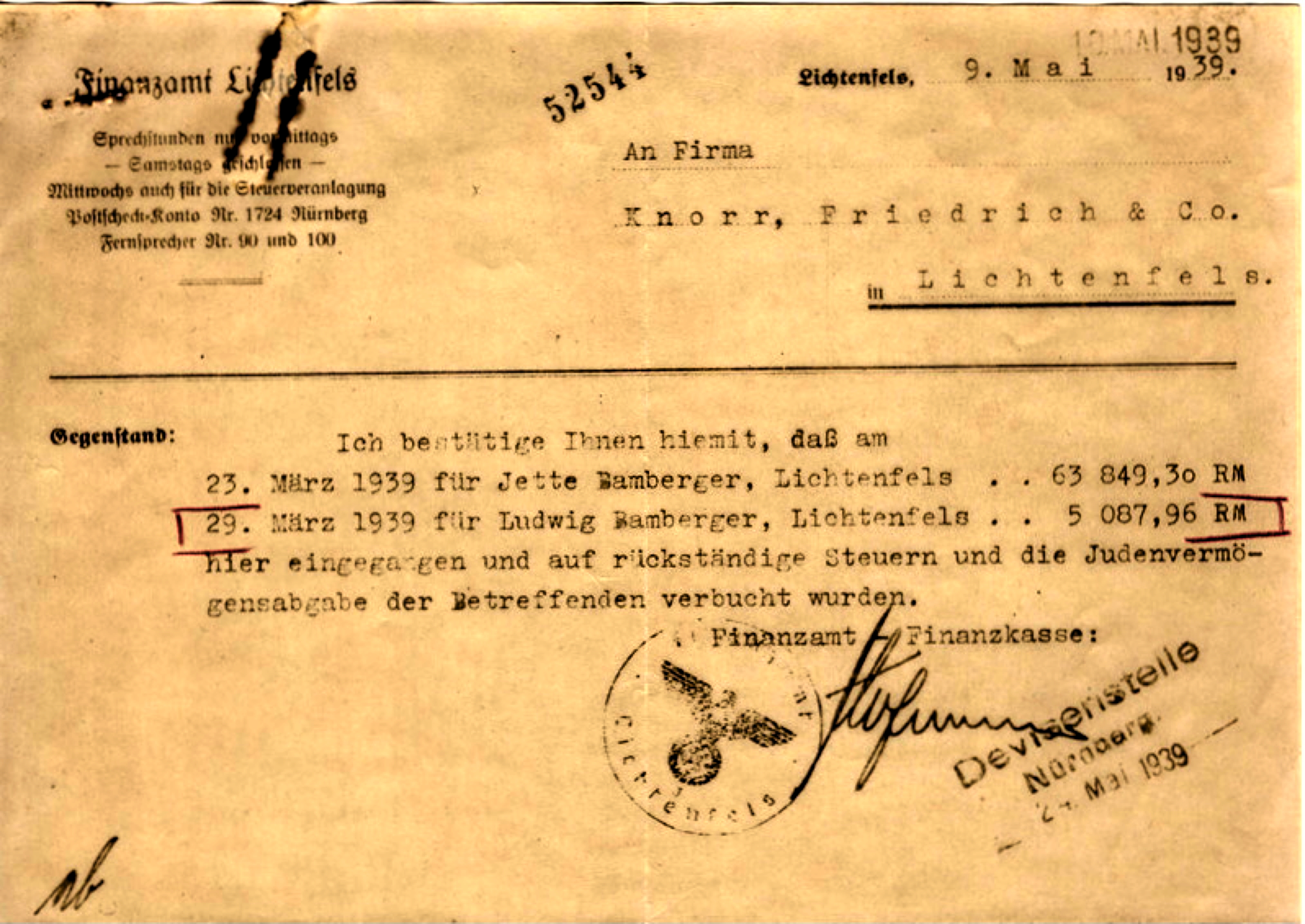
Zahlungseingangsbestätigung des Finanzamts für Otto Bambergers Witwe Henriette „Jette“ Bamberger, geb. Wolff, und ihren Schwager Ludwig Bamberger, Mai 1939

Als 1919 sein Vater Philipp verstarb, trat Ludwig Bamberger am 15. Dezember 1919 als weiterer vertretungsberechtigter Gesellschafter in das Familienunternehmen D. Bamberger ein. Er wurde zum Schatzmeister von Jung-Lichtenfels gewählt, der örtlichen Jugendvereinigung der linksliberalen Deutschen Demokratischen Partei (DDP), deren Vorsitzender sein politischer Mitstreiter Thomas Dehler war.
Ludwig Bamberger lebte zunächst im Anwesen Bamberger Straße 15, vis-à-vis Stadtkrankenhaus und Spitalkirche.
Direkt gegenüber dem Familienbetrieb (heute: umgewidmetes Areal Bamberger Straße 21) in seiner Heimatstadt errichtete er in der Bamberger Straße 44 ein Haus, in dem Hausangestellte beschäftigt waren, eine Köchin, ein Dienstmädchen, zwei Gärtner und ein Kindermädchen (Gouvernante) für die kleinen Töchter. Ludwig Bamberger sammelte zeitgenössische expressionistische Kunstwerke und hochwertige (Kunst-)Bücher, wobei er insbesondere durch die umfangreiche und wertvolle Sammlung seines ältesten Bruders Otto inspiriert und beeinflusst wurde.
Seine Ehefrau Thea war stark musisch orientiert, erlernte schon als Kind in Frankfurt am Main das Klavierspiel, nahm Gesangsstunden und trat in der Frankfurter Oper auf, vermutlich im Opernchor. Das Ehepaar richtete sich mit edlem Interieur ein, in den 1920er Jahren erneut beeinflusst durch Ludwigs ältesten Bruder Otto, als Bauhaus-Mobiliar in die Bamberger Straße 44 geordert wurde.
Nach dem frühen Tod seines ältesten Bruders Otto im September 1933 übernahm Ludwig Bamberger zusammen mit seinem Cousin Alfred Bamberger (1890–1956) die Geschäftsleitung des Familienbetriebes. Kurz danach stieß Ottos Witwe Henriette „Jetta“ (geboren am 14. Juli 1891 in Hall; gestorben am 30. Oktober 1978 in Louisville, Kentucky, USA), geborene Wolff, hinzu, um ebenfalls Aufgaben im Unternehmen zu übernehmen.
Im August 1938 hatte Ludwig mit seiner Ehefrau Thea seinen älteren Bruder Anton und dessen Ehefrau Elsie (* 11. April 1894 in Bocholt; † 24. August 1986 in New York City), geborene Magnus, im Quartier Jackson Heights im Bezirk Queens von New York City besucht, die sich dort seit Juni 1938 in ihrem neuen Leben nach der Emigration aus dem NS-Staat einzurichten versuchten. Damit wollte er sich nicht nur einen persönlichen Eindruck von dessen Wohlergehen in den Vereinigten Staaten verschaffen, sondern auch seine eigenen Chancen einer Übersiedlung in die Neue Welt eruieren.
Aufgrund der für deutsche Juden zunehmend unerträglicher werdenden Lage beantragte Ludwig Bamberger für sich und seine Familie Reisepässe mit einer Validierung für England und die USA, die ihm durch den Verwaltungsbeamten Wilhelm Aumer für diese beiden Staaten, entgegen geltender NS-Verordnungen, die lediglich den Sichtvermerk für einen Staat erlaubten, ausgestellt wurden.
Während der „Reichskristallnacht“ vom 9. auf den 10. November 1938 drangen Lichtenfelser Braunhemden in das Haus der Familie ein, plünderten und verbrannten zahlreiche Bücherschätze auf der Bamberger Straße. Ludwig Bamberger wurde in dieser Nacht gezwungen, sein Haus im Pyjama zu verlassen und auf der Straße auf und ab zu laufen, wo er wie viele andere Juden mit wüsten Beschimpfungen für das Attentat des Herschel Grynszpan auf den deutschen Legationssekretär Ernst Eduard vom Rath in Paris verantwortlich gemacht wurde. Wie alle aus dem Schlaf gerissenen jüdischen Männer der Stadt Lichtenfels wurde auch Ludwig Bamberger in „Schutzhaft“ genommen. Alle sollten ins Konzentrationslager Dachau transportiert werden, das jedoch bereits überfüllt war, so dass die Lichtenfelser ins Gefängnis nach Hof (Saale) verbracht wurden.
In der Folge beanspruchte der Lichtenfelser NSDAP-Bürgermeister Wilhelm Krautheim (* 4. März 1902 in Neuensorg bei Kemnath; † 9. Februar 1971) im Kontext der „Arisierung“ das Haus der Familie Ludwig Bambergers für sich und zog dort ein. Lediglich 445 Bücher aus der Bibliothek des Ludwig Bamberger sind heute im Stadtarchiv Lichtenfels als NS-Raubgut erhalten und katalogisiert.
Im September 1939 reisten Ludwig Bamberger und seine Familie mit Besuchervisa in die Vereinigten Staaten, wo sie in Cleveland durch Ludwigs Onkel Gustav „Gus“ Bamberger (1864–1943) ein Affidavit erhielten. Mit ihrer Emigration mussten sie zunächst jedoch abwarten, bis ihre Registriernummer innerhalb der erlaubten Einwandererquote aufgerufen wurde. Ein Telegramm, das sie noch während ihres US-Besuchs erhielten, informierte sie darüber, dass ihrem Einwanderungsgesuch in das Vereinigte Königreich zwischenzeitlich stattgegeben worden war. Es erwies sich jedoch als sehr problematisch, von den USA direkt dorthin zu gelangen, weil sie regulär erst ins Deutsche Reich hätten zurückkehren müssen, um den Bestimmungen der Einwanderung zu genügen. Dies wäre nicht gutgegangen. Nach etlichem Hin und Her durfte das deutsche Ehepaar irregulär von New York City kommend nach England emigrieren.
Dort gelang es Ludwig Bamberger, eine geschäftliche Partnerschaft mit Reginald Hoefkens zu begründen, dessen Unternehmen Sunny Smile Ltd. Spielzeug für Kleinkinder produzierte. Für die Sunny Smile Ltd. entwarf Ludwig Bamberger eine neue Produktlinie für Kleinkinder. Seine Tochter Annegret besuchte das Hornsey College of Art (auch: Hornsey School of Art) im London Borough of Haringey. Nach der Kriegserklärung 1939 wurden Ludwig, Thea und Eva Bamberger als „Enemy Aliens“ auf der Isle of Man im Hutchinson Internment Camp interniert, während Annegret bei der Familie des Geschäftspartners ihres Vaters, Reginald Hoefkens, wohnen durfte.
Nachdem Ludwig Bamberger nach etwa einem Dreivierteljahr aus dem Internierungslager entlassen worden war, konnte er erneut an seine geschäftliche Partnerschaft mit Reginald Hoefkens anknüpfen. In Mill Hill, im London Borough of Barnet, erwarb er eine Doppelhaushälfte.
Nach dem 12./13. April 1945 wurde die Lichtenfelser Villa der Familie in der Bamberger Straße 18 vorübergehend als Hauptquartier der dort stationierten US-Armee genutzt. Ludwig Bambergers Neffe Gerald Francis (Gerhard Franz Philipp) Bamberger (1920–2013), als US-Offizier besuchsweise von Bamberg aus vor Ort, entdeckte im Keller des Rathauses von Lichtenfels beschlagnahmtes jüdisches Eigentum verschiedener Verwandter, darunter auch Mobiliar und Kunstwerke des Ludwig Bamberger. Diese Fundstücke waren das Einzige, was Ludwig und Thea Bamberger aus ihrem ehemaligen Haus in Lichtenfels erst im Jahr 1954 zurückerhielten, allerdings verbunden mit einem sehr großen zeitlichen und finanziellen Aufwand für Antrags- und Zollformalitäten sowie Transportkosten. Unter den wertvollen Möbelstücken befand sich ein Bauhaus-Sekretär, gefertigt aus Kirsch- und Birnbaumholz. Die wenigen verbliebenen expressionistischen Kunstwerke waren von Max Beckmann, Otto Dix, Lyonel Feininger, Erich Heckel, Ernst Ludwig Kirchner, Käthe Kollwitz, Otto Müller, Emil Nolde und Max Pechstein sowie einem impressionistischen Kunstwerk von Henri Matisse.
1943 heiratete Ludwigs Tochter Annegret dem in England stationierten Sergeant der US Air Force, Karl Karesh, und folgte diesem 1946 unter dem Namen Ann M. Karesh nach South Carolina. 1949 folgten auch Ludwig Bamberger, seine Ehefrau und Tochter Eva dorthin.
Ludwig Bamberger gründete in den 1950er Jahren in den USA ein Mailorder-Versandhaus, das sich auf ausgefallene Geschenke spezialisierte. Dabei hatte er aktive Unterstützung durch seine Ehefrau Thea und durch Tochter Annegret, die einige der Produkte entwarf.
Ludwig Bamberger verstarb im Alter von 71 Jahren an Herzversagen.